# Đô la thương mại

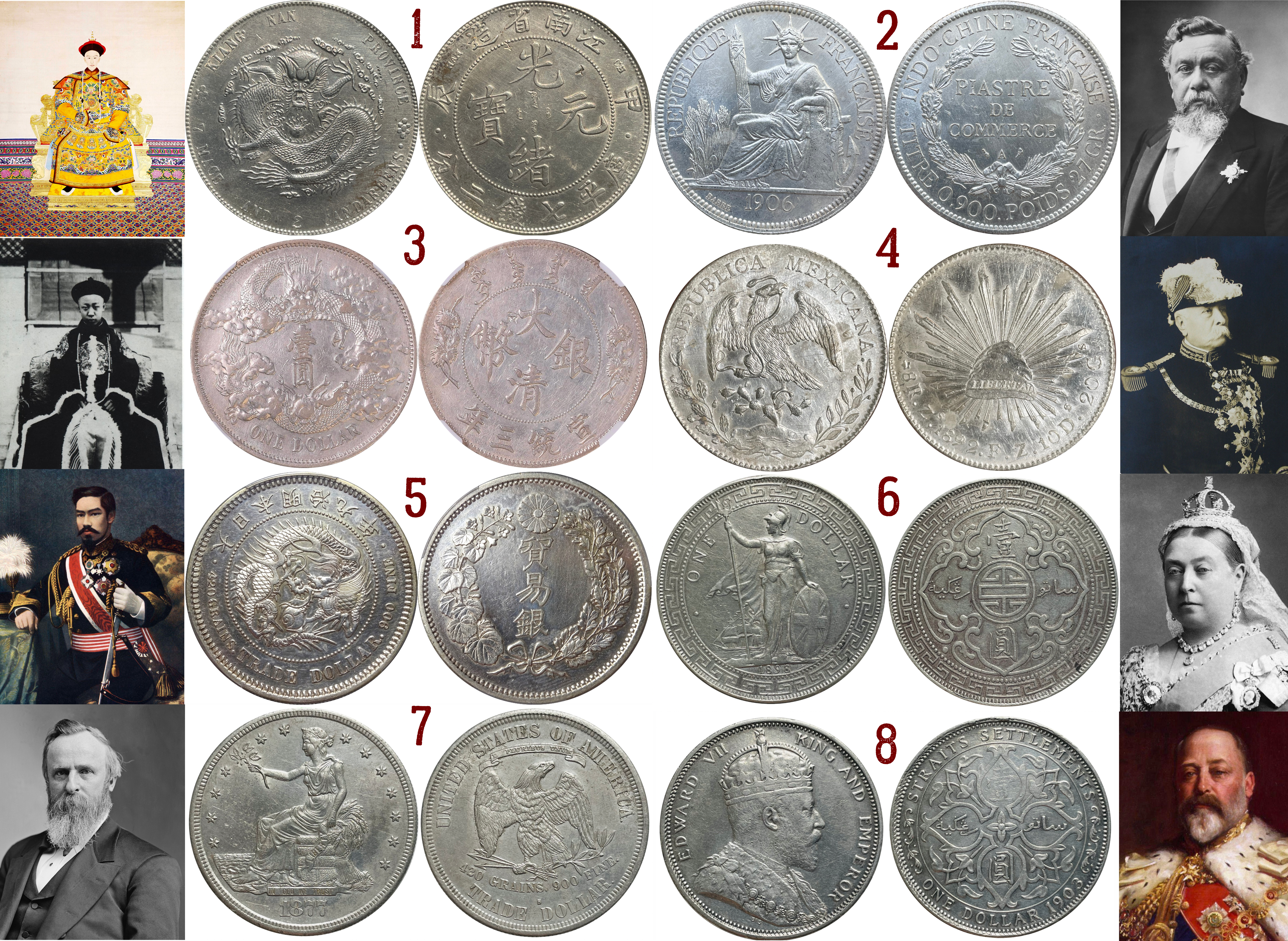
Các loại đô la thương mại: (1) Đô la Rồng Nhà Thanh dưới thời vua Quang Tự; (2) Piastre Đông Dương thuộc Pháp dưới thời Tổng thống Armand Fallières; (3) Đô la Rồng Nhà Thanh dưới thời vua Phổ Nghi; (4) Real México dưới thời Tổng thống Porfirio Díaz; (5) Đô la thương mại Nhật dưới thời Thiên hoàng Minh Trị; (6) Đô la hải thần dưới thời Nữ vương Victoria; (7) Đô la thương mại Mỹ dưới thời Tổng thống Rutherford B. Hayes; (8) Đô la Eo Biển dưới thời Vua Edward VII của Anh

Đô la Thương mại (Tiếng Anh: Trade dollar), là đồng bạc được một số quốc gia đúc để phục vụ cho việc thanh toán thương mại với Trung Quốc và Phương Đông. Tất cả các đồng bạc này đều lấy đồng Đô la Tây Ban Nha (8 real) làm tiêu chuẩn chung, với trọng lượng và tỷ lệ bạc trong đồng xu đều xấp xỉ nhau.
Khi hệ thống thuộc địa được hình thành, các đế quốc như Anh, Pháp và Hoa Kỳ đã đi tiên phong trong việc đúc ra các loại xu bạc để sử dụng trong việc thanh toán thương mại với các quốc gia ở Viễn Đông, đối tác thương mại quan trọng nhất trong số đó là Nhà Thanh, việc chủ động sản xuất xu bạc đưa vào lưu thông giúp các đế quốc tránh khỏi sự phụ thuộc vào nguồn cung từ Đế quốc Tây Ban Nha, phá bỏ thế độc quyền của đồng Đô la Tây Ban Nha. Sau khi Mexico giành độc lập khỏi Tây Ban Nha, quốc gia non trẻ này tiếp tục cho đúc xu bạc 8 real và sau là 1 peso bạc thay cho Đô la Tây Ban Nha để tiếp tục thanh toán trong thương mại với Viễn Đông thông qua Tuyến đường thương mại xuyên Thái Bình Dương trong 2 thế kỷ nữa.
Trước khi các loại xu bạc Đô la thương mại được đúc và lưu hành, tại Viễn Đông đã xuất hiện xu bạc Ducaton của Cộng hòa Hà Lan với ký hiệu của Công ty Đông Ấn Hà Lan, loại tiền tệ này có tỷ lệ bạc, trọng lượng và đường kính lớn hơn hẳn Đô la Tây Ban Nha, chúng được lưu hành phổ biến tại thuộc địa Đông Ấn Hà Lan (Indonesia ngày nay), loại xu này cũng được tìm thấy tại Trung Quốc, Nhật Bản, Ấn Độ và Việt Nam thông qua việc buôn bán với Batavia, Đông Ấn Hà Lan. Giới sưu tầm Việt Nam gọi loại xu này là "Mã kiếm", vì mặt trước xu là hình ảnh 1 kỵ sĩ cưỡi ngựa vung kiếm lên cao. Ngoài xu bạc ducaton của Hà Lan, giới thương mại quốc tế còn trao tín nhiệm cho Thaler Maria Theresa của Quân chủ Habsburg, loại tiền tệ này không phổ biến ở Viễn Đông nhưng lại rất được ưa thích bởi các thương gia Ả Rập tại Tây Á, Bắc Phi và Đông Phi.

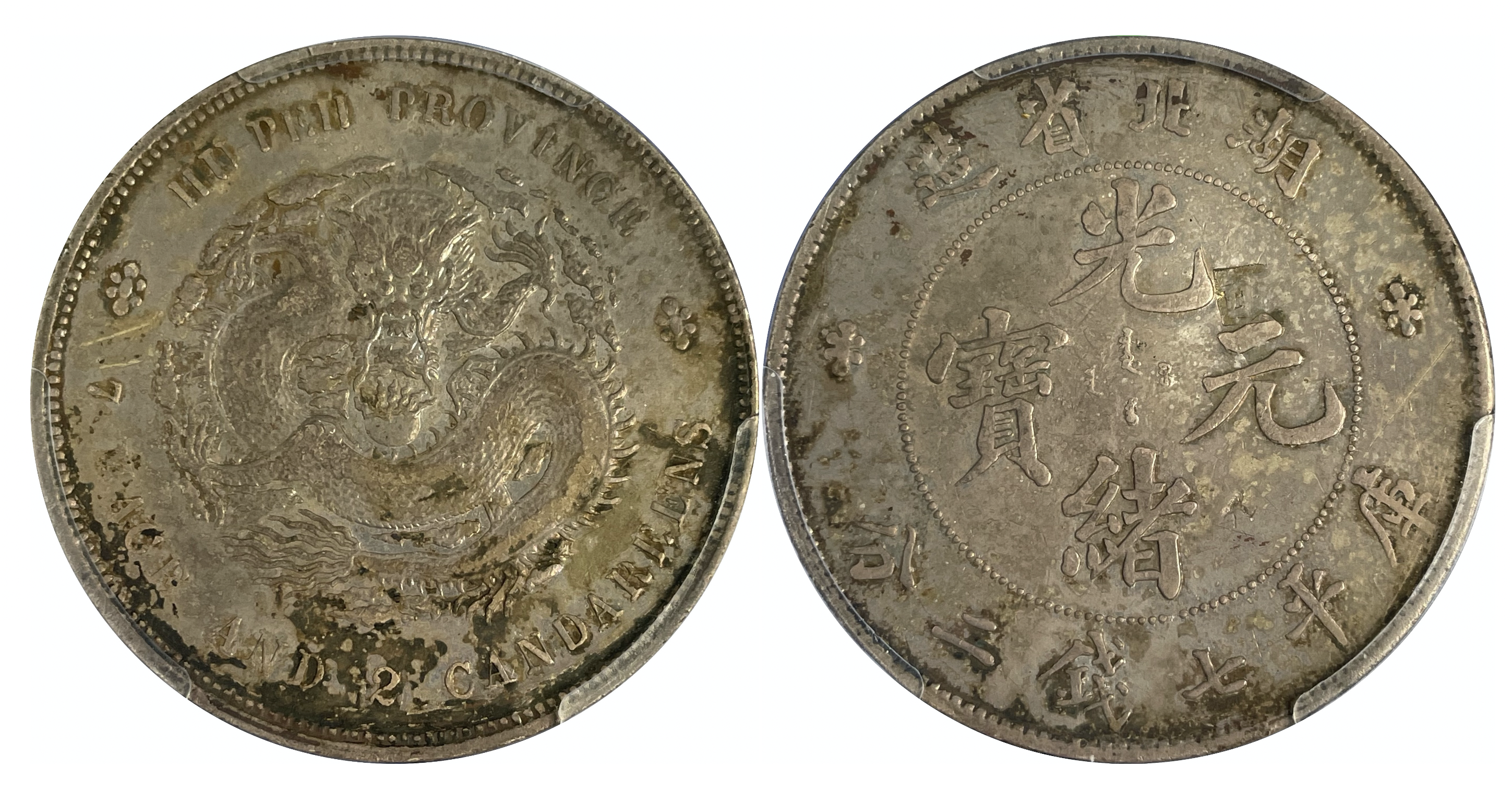
Đô la Rồng Nhà Thanh, đúc tại tỉnh Hồ Bắc, dưới thời Hoàng đế Quang Tự (Chopmark)

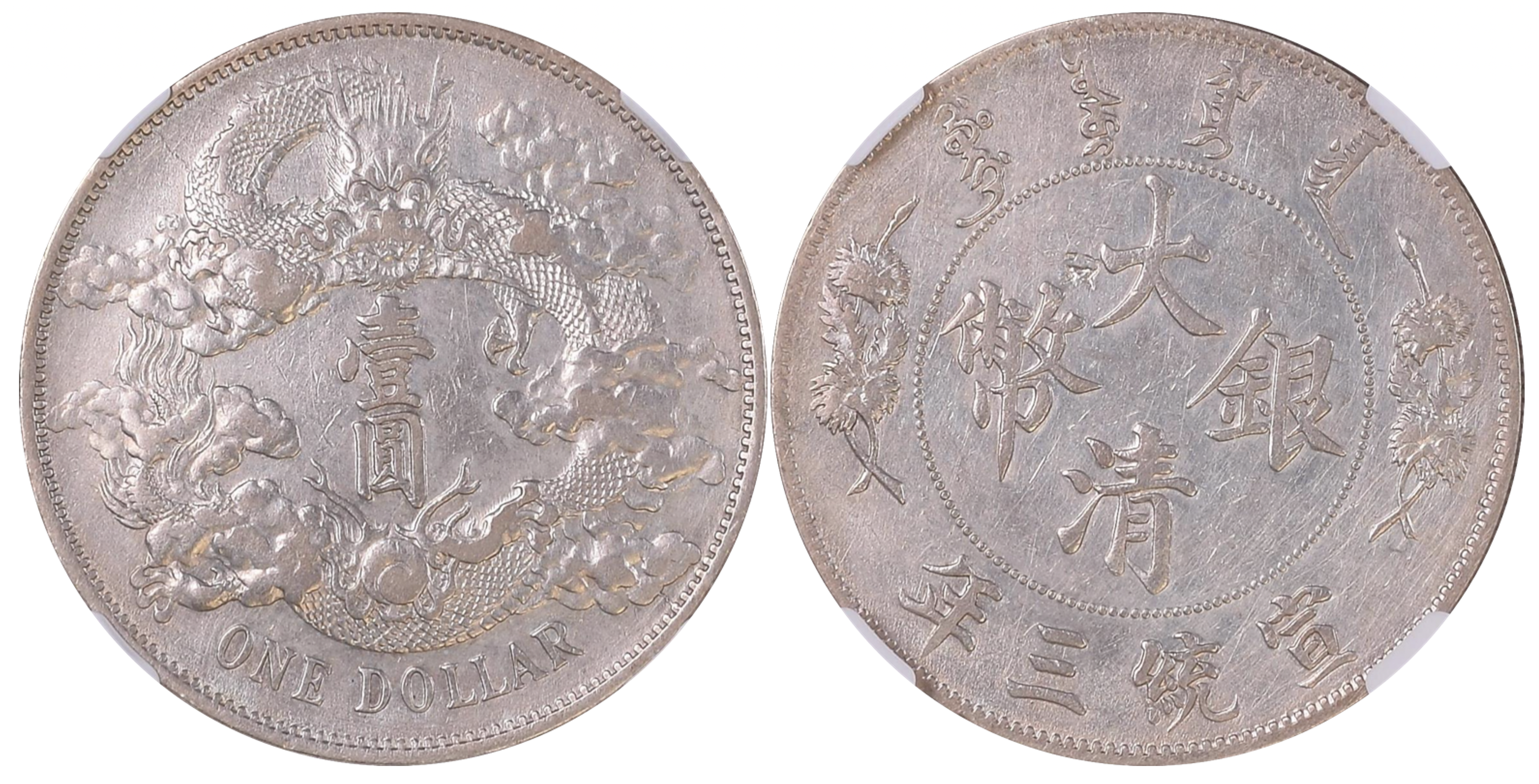
Đô la rồng, đúc vào năm niên hiệu Tuyên Đức thứ 3 - 1911 thời Hoàng đế Phổ Nghi (Chopmark)

Sự ra đời của đồng đô la thương mại lấy cảm hứng từ đồng bạc Đô la Tây Ban Nha được sử dụng để thanh toán thương mại ở Trung Quốc và Đông Á, và loại tiền này dần trở thành tiêu chuẩn chung. Sau khi thành lập Thuộc địa Philippines, Intramuros trở thành trung tâm vận chuyển hàng hoá giữa Trung Quốc với các thuộc địa của Tây Ban Nha ở châu Mỹ qua đường Thái Bình Dương, chúng được gọi là tuyến đường thương mại "Manila Galleons", chính con đường này dẫn đến việc phổ biến của đồng Đô la Tây Ban Nha (8 real) ở Đông Á. Sự tín nhiệm cao đồng bạc này đã thúc đẩy nhà Thanh cho đúc Đô la Rồng.
Những đồng "Đô la Rồng" của Trung Quốc không chỉ được lưu hành ở Trung Quốc mà còn cùng với những đồng bạc Đô la Tây Ban Nha - Xuất xứ từ Mexico trở thành đơn vị tiền tệ được ưa thích trong thương mại giữa Trung Quốc và các nước láng giềng. Bị đánh bại trong Chiến tranh Thuốc phiện lần thứ nhất Nhà Thanh buộc phải mở các cảng của mình cho ngoại thương, và vào cuối thế kỷ XIX, các quốc gia phương Tây buôn bán với Trung Quốc tiến hành cho đúc các xu bạc của mình để phục vụ cho thương mại dựa trên nguồn bạc mà mình có chứ không tiếp tục sử dụng đô la Tây Ban Nha nữa. Tất cả những đồng bạc này đều có thông số như đồng đô la Tây Ban Nha, với trọng lượng khoảng 27,2 gam và tỷ lệ bạc là 90%.

## Tây Ban Nha

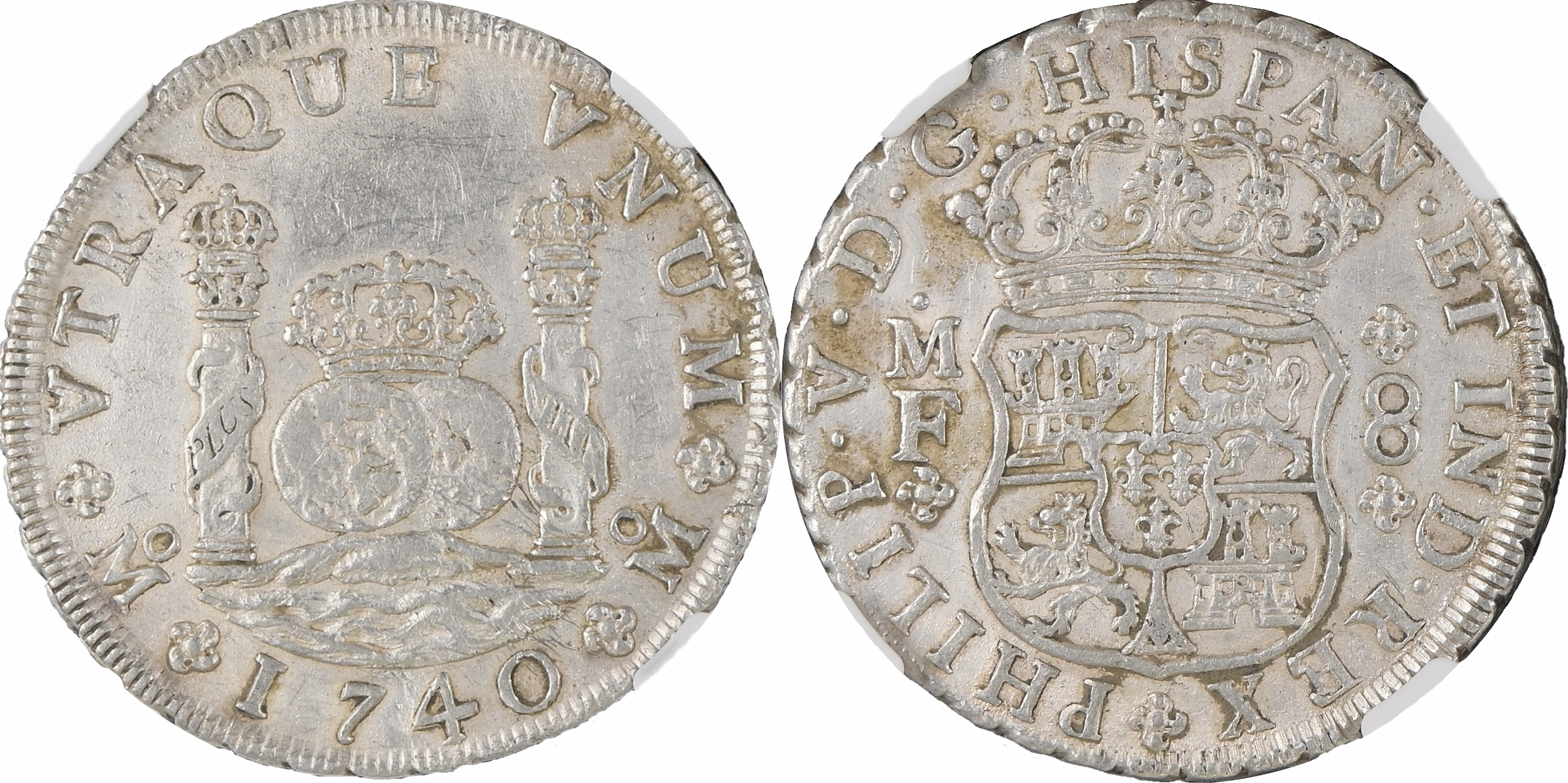
Xu bạc: 8 real Tân Tây Ban Nha, đúc dưới thời Felipe V, năm 1740

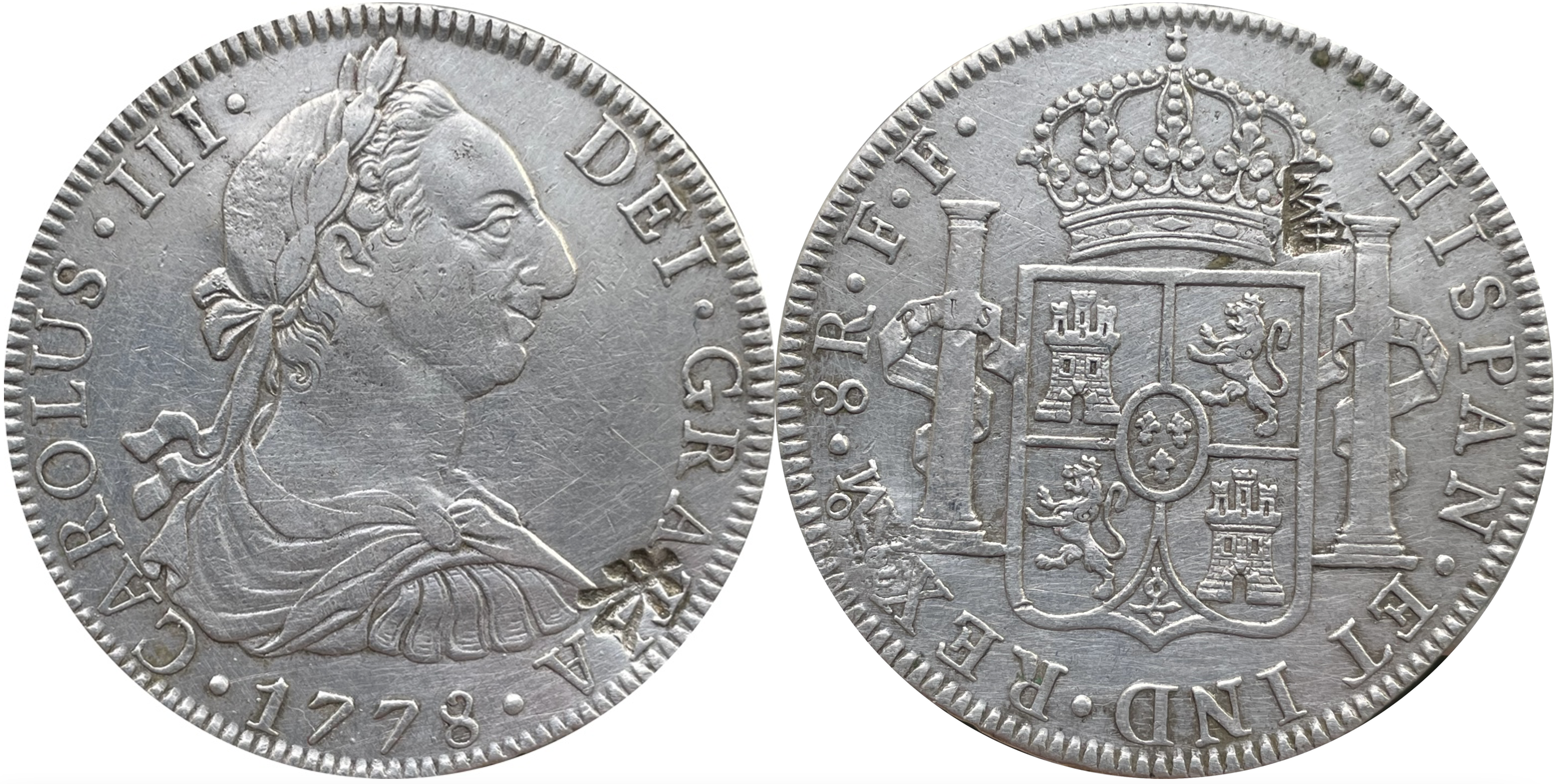
Xu bạc: 8 real Tân Tây Ban Nha, với mặt trước là chân dung của vua Carlos III của Tây Ban Nha - 1778

Những xu bạc 8 real (mảnh tám) do Đế quốc Tây Ban Nha đúc từ nguồn bạc trù phú được khai thác tại các thuộc địa ở châu Mỹ nhanh chóng trở nên phổ biến ở khắp các thị trường châu Á, nhiều nhất là đổ vào két sắt của các nhà buôn người Hoa và ngân khố Đế quốc Đại Thanh. Người Trung Quốc dần dần trao tín nhiệm cho đồng bạc này và khiến nó trở thành loại tiền tệ thanh toán quốc tế phổ biến và thông dụng nhất tại Viễn Đông thời bấy giờ. Số lượng Đô la Tây Ban Nha dưới dạng xu bạc được đúc rất nhiều, phần lớn là có nguồn gốc từ Phó vương quốc Tân Tây Ban Nha (Mexico ngày nay), các thuộc địa khác của Tây Ban Nha tại Nam Mỹ cũng có đúc, nhưng ít phổ biến hơn. Những chiếc thuyền chở đầy xu bạc khởi hành từ các cảng của Mexico xuyên Thái Bình Dương trên tuyến đường hàng hải Manila galleon để đến cảng Manila thuộc Đông Ấn Tây Ban Nha, và từ đó nguồn bạc phần lớn sẽ đổ về Trung Quốc để đổi lấy lụa, trà, đồ sứ...Những đoàn thuyền đầy ấp hàng hoá khởi hành từ Manila xuyên Thái Bình Dương để trở về các cảng biển Châu Mỹ và từ đó về Châu Âu. Tuyến đường thương mại đầy bạc trắng này kéo dài liên tục từ 1565 đến năm 1815. Trong 2,5 thế kỷ, đồng đô la Tây Ban Nha đã tạo ra một vị thế vô cùng vững chắc trong thương mại ở Viễn Đông. Những quốc gia châu Âu khác đến giao thương với Nhà Thanh và các quốc gia ở châu Á cũng phải phụ thuộc vào nguồn bạc này từ Tây Ban Nha.

## Việt Nam/Đại Nam

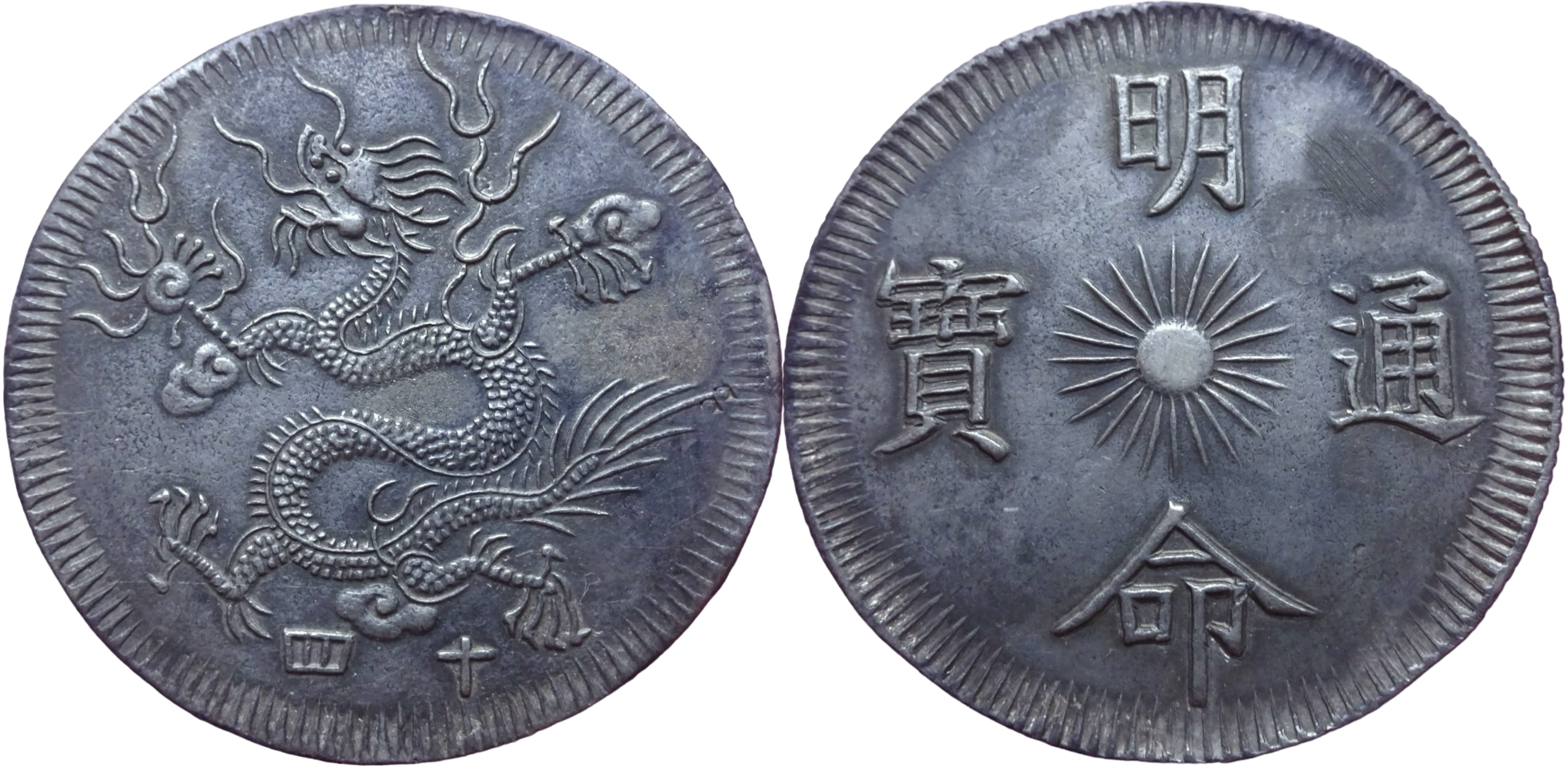
7 tiền Phi Long, tiền thưởng bằng bạc được đúc vào năm 1833, niên hiệu Minh Mạng thứ 14, mặt trước là hình rồng 5 móng lượn hình chữ S, với đường kính 41 mm, tỷ lệ bạc 80% và nặng đến 27,27 gr - nặng và lớn hơn so với Đô la Tây Ban Nha và xu bạc Con cò đương thời, nhưng bạc trong xu Phi long ít hơn 2,6 gam.

Ở Việt Nam dưới thời vua Minh Mạng (bắt đầu từ năm 1832), triều đình Huế đã cho đúc đồng bạc Phi long được gọi là tiền thưởng, mà theo một số tác giả và nhà sưu tầm nước ngoài, đồng bạc Phi long được đúc bắt chước theo Mảnh tám của Tây Ban Nha (8 real), và mục đích ban đầu của vua Minh Mạng chính là cho lưu hành để cạnh tranh lại với các dòng bạc nước ngoài đang lưu hành trong nước, nhưng kế hoạch này chỉ dừng lại ở dự định chứ chưa từng được phát hành như một tiền tệ chính thức dù mặt sau của đồng bạc có 2 chữ "thông bảo" với ý nghĩa chỉ "Tiền tệ lưu hành chính thức".
Tuy nhiên, trong giai đoạn đầu, đồng bạc Phi Long của Minh Mạng có thể đã được "lưu hành một cách không chính thức" để nhầm thay thế các loại bạc thương mại du nhập từ phương Tây, điển hình là đồng bạc Con cò của Mexico (8 real) thông qua việc triều đình ban tiền thưởng cho quan lại và giới quý tộc trong những dịp lễ tết và khánh tiết. Nhưng có thể chỉ tồn tại đến thời vua Thiệu Trị thì điều này đã dừng lại, từ thời Tự Đức trở đi, đặc biệt là dưới thời Pháp thuộc, tiền thưởng triều Nguyễn đã trở thành một dạng kỷ niệm chương hoặc huân chương chỉ nhầm mục đích ban thưởng để ghi nhận cộng trạng, chứ nó hoàn toàn mất đi giá trị lưu hành. Điều này rõ ràng đến mức trong tác phẩm Etudes numismatiques sur l'Annam xuất bản năm 1910, tác giả Schroeder đã gọi tiền thưởng triều Nguyễn là "Huân chương".
Nếu Tiền thưởng Phi long được đúc dưới thời vua Minh Mạng được công nhận là một dạng đô la thương mại, thì có lẽ đây là dòng đô la thương mại sớm nhất thế giới do một triều đại ở châu Á phát hành, vì nếu so với Đô la Rồng do Nhà Thanh phát hành thì còn sớm hơn 6 thập kỷ, nếu so với Đô la thương mại Nhật phát hành dưới triều đại Thiên hoàng Minh Trị thì sớm hơn gần 1/2 thế kỷ, và đương nhiên tiền bạc Phi long sớm hơn tất cả các đồng đô la thương mại khác do người Pháp, người Anh, người Mỹ cho đúc và lưu hành ở châu Á.

## Pháp
Để kiểm soát nguồn cung tiền ở Đông Dương thuộc Pháp, vào năm 1885, người Pháp đã cho phát hành tiền tệ được gọi là Piastre de commerce, chúng được đúc bằng bạc. Những đồng piastre với chất liệu bạc tồn tài trong suốt thời kỳ thuộc địa gồm có 3 phiên bảng khác nhau về tỷ lệ bạc và kích thước. Dòng xu này không được đúc ở Đông Dương mà được sản xuất ở Pháp, Anh và Mỹ rồi chuyển bằng tàu sang thuộc địa để lưu hành. Trong đó những xu được đúc ở Paris, Pháp thì ở mặt sau xu có chữ "A", những xu có chữ "H" là được đúc ở xưởng đúc tiền Heaton, Birmingham, Vương quốc Anh, trong khi đó những xu không có chữ cái ký hiệu ở mặt sau xu là được đúc tại San Francisco, Hoa Kỳ. Hai dòng xu 1 piastre đầu tiên có kích thước và ảnh thể hiện trên hai mặt xu giống nhau - đều được thiết kế và khắc bởi Jean-Auguste Barre, chỉ khác một chút về trọng lượng xu. Trong đó dòng xu thứ 3 thì thay đổi hoàn toàn về hình ảnh thể hiện ở hai mặt xu và trọng lượng xu.
Dòng xu bạc 1 piastre đời đầu được đúc trong giai đoạn từ năm 1885 đến năm 1895, với đường kính xu là 39 mm, trọng lượng 27,215 gam, tỷ lệ bạc có trong xu là 90%, có nghĩa là trong mỗi xu có 24,4935 gam bạc nguyên chất và 2,7215 gam là kim loại khác. Piastre đời đầu chỉ được đúc trong 9 năm và không liên tục, có hơn 10.000.000 piastre bạc đời đầu tiên đã được đúc và lưu hành trên thị trường. Trong đó 1 piastre năm 1890 đúc với số lượng rất ít, chỉ với 6.108 xu, vì thế hiện nay loại này được các nhà sưu tầm khắp thế giới săn tìm, giá thành của chúng cũng rất cao. Toàn bộ xu piastre đời đầu chỉ được đúc duy nhất tại Paris, Pháp.
Dòng xu bạc 1 piastre đời thứ 2 được đúc trong giai đoạn từ năm 1895 đến năm 1928, với đường kính, tỷ lệ bạc và hình ảnh hiển thị trên hai mặt xu đều giống với xu 1 piastre đời đầu, chỉ khác ở trọng lượng xu, thay vì 27,215 gam như dòng đầu thì dòng thứ 2 chỉ có 27 gam, có nghĩa là trong mỗi xu piastre chỉ có 24,3 gam bạc nguyên chất và 2,7 gam còn lại là kim loại khác thêm vào để tăng độ cứng và bền cho xu bạc. Dòng xu bạc đời thứ 2 này được đúc trong 24 năm và cũng không liên tục, trong đó phần lớn số xu được sản xuất tại xưởng đúc tiền Paris, chỉ có các xu đúc trong 2 năm 1921, 1922 được đúc tại San Francisco và Birmingham. Từ năm 1895 - 1928, Bộ tài chính Pháp đã sử dụng gần 3,9 nghìn tấn bạc nguyên chất để đúc ra hơn 160,3 triệu piastre để phát hành ra thị trường Đông Dương thuộc Pháp.
Dòng xu bạc 1 piastre đời cuối được đúc duy nhất trong năm 1931 với số lượng đúc là 16 triệu piastre, được thiết kế và khắc bởi Edmond-Emile Lindauer, trong khi đó 2 dòng đầu tiên được thiết kế và khắc bởi Jean-Auguste Barre. Dòng xu này có tỷ lệ bạc trong xu giữ nguyên như 2 dòng đầu là 90%, nhưng trọng lượng xu chỉ có 20 gam và đường kính chỉ 35 mm, có nghĩa là trong mỗi xu chỉ có 18 gam bạc nguyên chất. Đây là dòng 1 piastre bằng bạc cuối cùng được đúc và lưu hành, những dòng 1 piastre sau này đều được đúc bằng các chất liệu hợp kim không quý hiếm như Nickel.

### Danh sách 3 phiên bản xu bạc piastre
| Hình ảnh                                                                                     | Thời gian phát hành                                     | Đường kính | Trọng lượng                       | Tỷ lệ (bạc) | Số lượng đúc | Tổng lượng bạc dùng để đúc (tấn) |
| -------------------------------------------------------------------------------------------- | ------------------------------------------------------- | ---------- | --------------------------------- | ----------- | ------------ | -------------------------------- |
|                                                                                              | ĐẾ QUỐC THỰC DÂN PHÁPLiên bang Đông Dương (1887 - 1954) |            |                                   |             |              |                                  |
| [[Tập tin:1 piastre of Indochine 1889 UNC.png\|thumb\|center\|300px\|1 piastre Phiên bản 1]] | 1885 - 1895                                             | 39,0 mm    | 27,215 gam (24,4935 gam bạc ròng) | 90,0%       | 795.000      | 247,27                           |
| [[Tập tin:1 piastre Indochine 1906.png\|thumb\|center\|300px\|1 piastre Phiên bản 2]]        | 1895 - 1928                                             | 39,0 mm    | 27,0 gam (24,3 gam bạc ròng)      | 90,0%       | 160.354.999  | 3.896,63                         |
| [[Tập tin:1 piastre Indochine 1931A.png\|thumb\|center\|300px\|1 piastre Phiên bản 3]]       | 1931                                                    | 35,0 mm    | 20,0 gam (18,0 gam bạc ròng)      | 90,0%       | 16.000.000   | 288                              |

## Nhật Bản

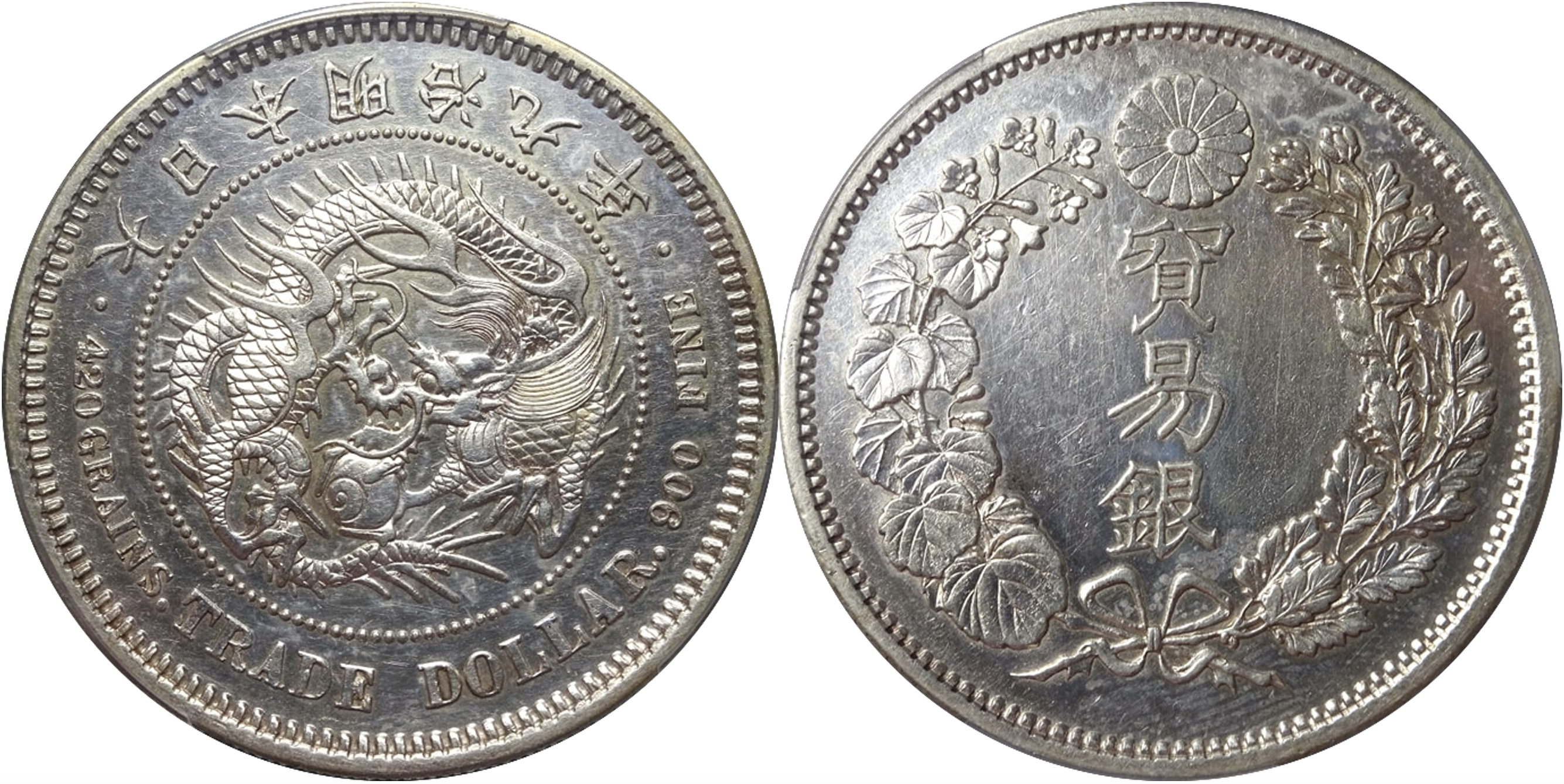
Xu bạc: 1 Dollar rồng Thương mại Nhật Bản, đúc năm 1876, niên hiệu Meiji năm thứ 9.

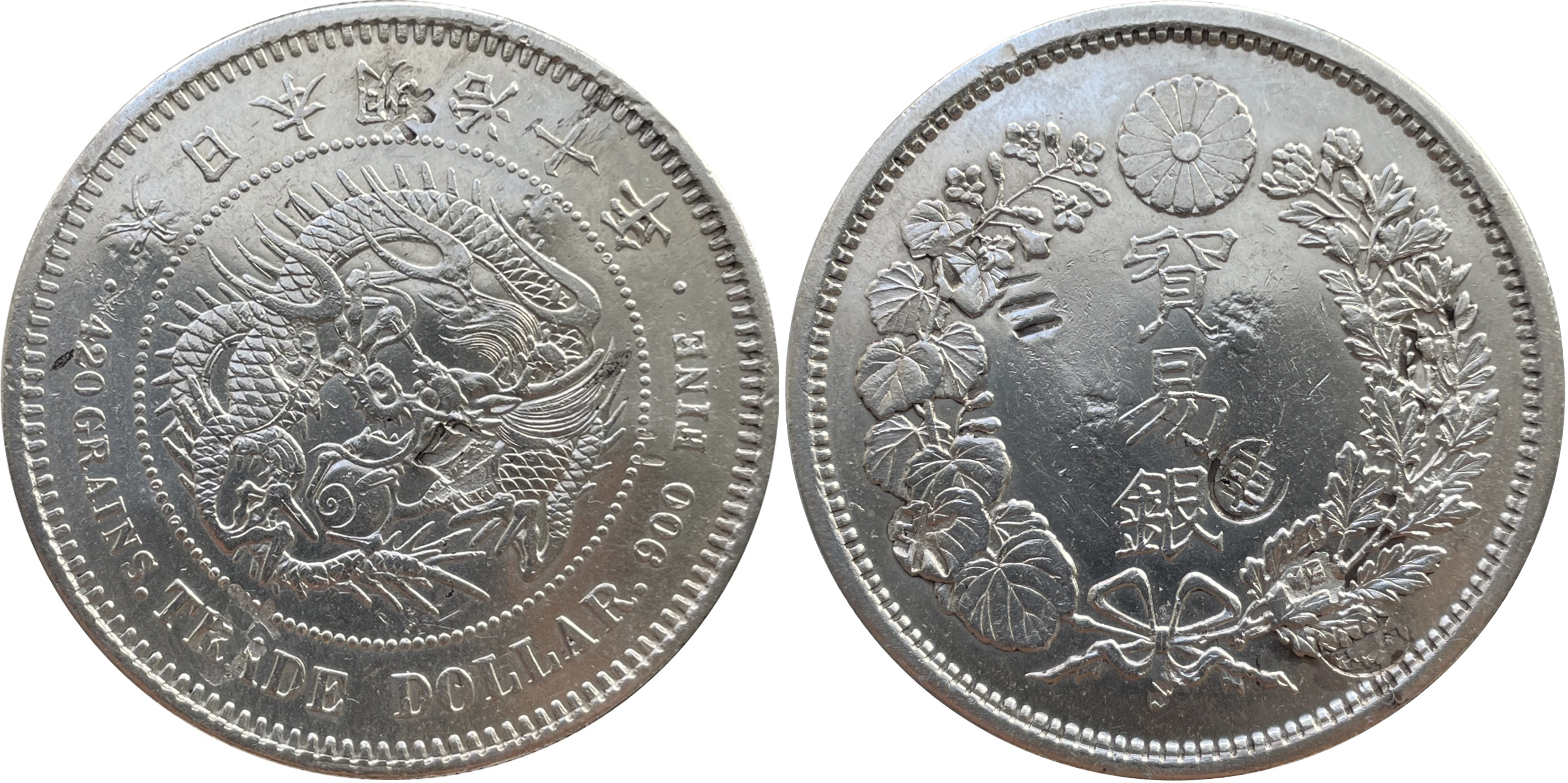
Xu bạc: 1 Dollar rồng Thương mại Nhật Bản, đúc năm 1877, niên hiệu Meiji năm thứ 10 (có Chopmark).

Đồng đô la thương mại Nhật Bản được phát hành từ năm 1875 đến năm 1877. Nó được đúc với trọng lượng là 27,22 gam, trong đó có 90% là bạc. Trong khi đó đồng Yên bạc được đúc để lưu hành trong nước có trọng lượng 26,96 gam bạc, và có thiết kế gần giống với đồng đô la thương mại.
Có 2.736.000 đồng xu loại này được đúc, phần lớn trong các năm 1876 - 1877. Khi Nhật Bản áp dụng chế độ bản vị vàng vào năm 1897, các đồng 1 Yên bạc và đô la thương mại Nhật Bản bị dừng sản xuất và lưu hành. Phần lớn đô la thương mại được đóng dấu ngược Với ký tự "gin" (tiếng Nhật có nghĩa là "bạc"). Xưởng đúc Osaka đặt dấu ở phía bên trái của mặt trái, xưởng đúc Tokyo ở bên phải. Sau đó, tiền xu được phát hành để sử dụng ở Đài Loan, Hàn Quốc và Lữ Thuận Khẩu.

## Đế quốc Anh

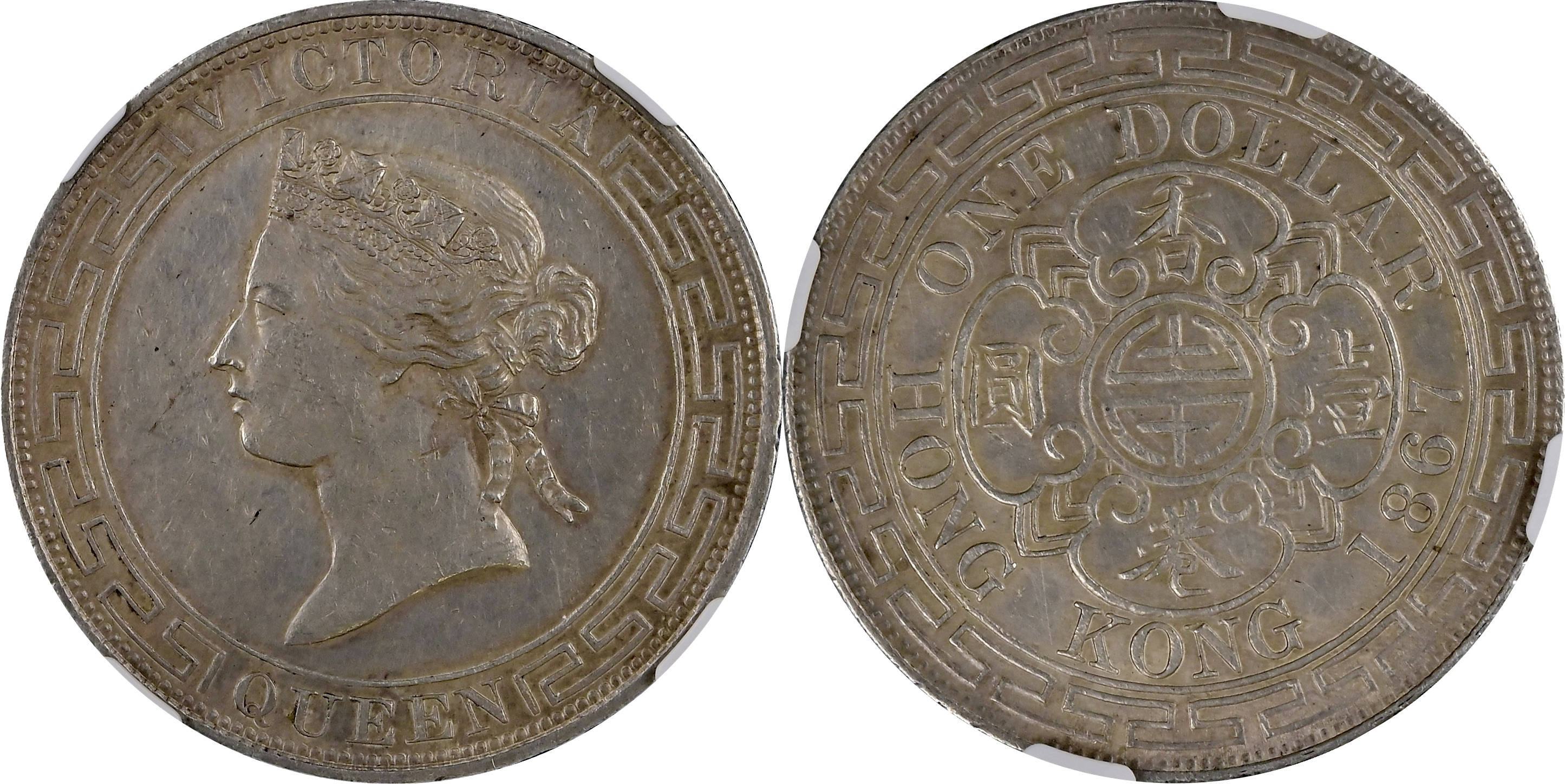
1 dollar Hong Kong, với chân dung Nữ hoàng Victoria đội Diamond Diadem, đúc lưu hành tại thuộc địa Hong Kong, được xem là đồng đô la thương mại đầu tiên của người Anh và phương Tây ở Viễn Đông, chỉ đúc trong 3 năm: 1866, 1867 và 1868

Với việc mở rộng lợi ích thương mại của Anh ở phương Đông, đặc biệt là sau khi thành lập Singapore vào năm 1819 và Hồng Kông năm 1842, cần phải phát hành một đồng Đô la riêng để loại bỏ sự phụ thuộc của Thuộc địa Anh vào các đồng tiền nước ngoài, vì thế người Anh đã đi tiên phong trong việc tạo ra một đồng bạc thương mại, xu bạc đầu tiên là 1 đô la Hông Kông Victoria đội Vương miện Kim cương, phiên bảng này chỉ được đúc trong 3 năm 1866, 1867 và 1868, nhưng có lẽ vì không được ưa chuộng nên loại tiền tệ này đã chấm dứt sứ mệnh nó rất sớm. Đây có thể là đồng bạc tiêu chuẩn thương mại đầu tiên được lưu hành tại Viễn Đông, với các thông số mà các đồng bạc thương mại sau này quy chiếu theo: tỷ lệ bạc 90%; trọng lượng gần 27gr. Gần 3 thập kỷ sau, người Anh mới phát hành đô la Hải thần, sau khi đô la Hải thần được lưu hành 8 năm thì đô la Eo biển mới chính thức được phát hành để lưu hành tại các thuộc địa và xứ bảo hộ của Anh ở Đông Nam Á, đô la Hải thần từ lúc này đã trở thành tiền tệ chính thức của Hồng Kông thuộc Anh. Xu bạc 1 đô la Hông Kông Victoria đội Vương miện Kim cương hiện nay được giới sưu tầm tiền cổ rất ưa chuộng, vì số lượng còn lại không nhiều, những xu bạc có chất lượng tốt hiện có giá 5000-7000 USD/xu.
Đồng đô la thương mại của Anh hay còn gọi là xu bạc Hải thần được thiết kế bởi George William De Saulles và được đúc từ năm 1895, là tiền tệ chính thức cho Các khu định cư Eo biển và Hong Kong. Nhưng sau khi đồng đô la eo biển được phát hành dành cho Các khu định cư Eo biển vào năm 1903, thì xu bạc Hải thần trở thành đồng tiền chính thức của Hong Kong cho đến năm 1935. Những xu bạc có ký tự "B" được sản xuất tại xưởng đúc tiền Bombay; những xu có ký hiệu "C", được sản xuất ở xưởng đúc tiền Calcutta. Những xu không đi kèm với ký tự thì được đúc tại London. Đồng đô la thương mại của Anh đã bị ngưng lưu hành vào ngày 01/08/1937. Xu bạc Hải thần được đúc trải qua 3 đời quân chủ của Vương quốc Anh, gồm: Victoria của Anh, Edward VII và George V.
Xu bạc Đô la thương mại Anh (Hải thần) được đúc từ năm 1895 đến 1935, nhưng không liên tục, các năm không được đúc gồm: 1905, 1906, 1914, 1915, 1916, 1917, 1918, 1919, 1920, 1922, 1923, 1924, 1916, 1927, 1928, 1931, 1932 và 1933. Chỉ có 23 năm xu được đúc với hơn 243,8 triệu đô la được lưu hành ở thị trường Viễn Đông. Xu Hải thần có đường kính 39 mm, trọng lượng 26,95 gam, trong đó chứa 90% là bạc, có nghĩa là mỗi xu có 24,255 gam bạc nguyên chất.
Đô la Eo biển phiên bản đầu tiên được đúc chỉ trong 2 năm 1903 và 1904, đây là loại xu lớn tương tự như đô la Hải thần, những dòng đô la Eo biển sau này đều là xu nhỏ hơn. Mặt trước của Đô la Eo biển chính là chân dung của vua Edward VII của Anh, mặt sau của xu là "mệnh giá" được viết bằng Tiếng Trung; Tiếng Mã Lai; và viền ngoài là dòng chữ tiếng Anh: STRAITS SETTLEMEN * ONE DOLLAR kèm theo năm đúc. Dòng đô la eo biển đời đầu có đường kính 37,3 mm, trọng lượng 26,95 gam, trong đó có 90% là bạc, có nghĩa là trong mỗi xu chứa 24,282 gam bạc nguyên chất, cao hơn so với đô la Hải thần một chút. Dòng đầu tiên này có hơn 35 triệu đô la được phát hành ra thị trường ở dạng xu bạc.
Trong khi đó dòng 1 đô la Eo biển đời thứ 2 được đúc từ năm 1907 - 1909 tuy tỷ lệ bạc giữ nguyên 90%, nhưng trọng lượng thì chỉ còn 20,2176 gam với đường kính 34,3 mm. Dòng thứ 2 này có hơn 16 triệu đô la được phát hành ra thị trường dưới dạng xu bạc.

### Danh sách Đô la Hải thần[9][12]
| Các lãnh thổ và thuộc địa lưu hành như tiền tệ chính thức                                             | Thời gian đúc | Đường kính | Tỷ lệ bạc Trọng lượng              | Số lượng đúc |  |
| --- | ------------- | ---------- | ---------------------------------- | ------------ |  |
| ĐẾ CHẾ ANH Thuộc địa và Lãnh thổ của Anh ở Viễn Đông                                                  |               |            |                                    |              |  |
| |               |            |                                    |              |  |
| Hồng Kông thuộc Anh (1841 - 1941 & 1945 - 1997) Thuộc địa vương thất                                  |               |            |                                    |              |  |
| |               |            |                                    |              |  |
| Các khu định cư Eo biển (1826 - 1946) Thuộc địa vương thất                                            |               |            |                                    |              |  |
| |               |            |                                    |              |  |
| Uy Hải Vệ thuộc Anh (1898 - 1930) Lãnh thổ được thuê                                                  |               |            |                                    |              |  |
| |               |            |                                    |              |  |
| Thuộc địa vương thất Labuan (1848 - 1946) Thuộc địa vương thất                                        |               |            |                                    |              |  |
| |               |            |                                    |              |  |
| Liên bang các Nhà nước Mã Lai (1895 - 1942 & 1945 - 1946) Lãnh thổ bảo hộ                             |               |            |                                    |              |  |
| [[Tập tin:1 British trade Dollar 1898XF.png\|thumb\|center\|500px\|1 Dollar Thương mại Anh - 1898 B]] | 1895 - 1935   | 39,0 mm    | 90,0% Ag26,95 grBạc ròng 24,255 gr | 243.832.440  |  |

Sau khi Đô la Eo biển được chính thức phát hành vào năm 1903 để phục vụ cho thương mại ở các lãnh thổ bảo hộ và thuộc địa của Anh tại Đông Nam Á thì đô la Hải thần trở thành tiền tệ chính thức của Hồng Kông thuộc Anh và các lãnh thổ bảo hộ của Anh ở Trung Quốc.

### Đô la Eo biển[9][12]
| Lãnh thổ và thuộc địa sử dụng như tiền tệ chính thức                                                                     | Thời gian đúc | Đường kính | Tỷ lệ bạc Trọng lượng                 | Số lượng đúc |  |
| --- | ------------- | ---------- | ------------------------------------- | ------------ |  |
| ĐẾ CHẾ ANH Thuộc địa và Lãnh thổ của Anh ở Đông Nam Á                                                                    |               |            |                                       |              |  |
| |               |            |                                       |              |  |
| Các khu định cư Eo biển (1826 - 1946) Thuộc địa vương thất                                                               |               |            |                                       |              |  |
| |               |            |                                       |              |  |
| Liên bang các Nhà nước Mã Lai (1895 - 1942 & 1945 - 1946) Lãnh thổ bảo hộ                                                |               |            |                                       |              |  |
| |               |            |                                       |              |  |
| Các nhà nước Mã Lai phi Liên bang (1909 - 1942 & 1945 - 1946) Lãnh thổ bảo hộ                                            |               |            |                                       |              |  |
| |               |            |                                       |              |  |
| Lãnh thổ bảo hộ Brunei (1888 - 1984) Lãnh thổ bảo hộ                                                                     |               |            |                                       |              |  |
| |               |            |                                       |              |  |
| Thuộc địa vương thất Labuan (1848 - 1946) Thuộc địa vương thất                                                           |               |            |                                       |              |  |
| [[Tập tin:1 dollar of Straits Settlements, Edward VII - 1903 B.png\|thumb\|center\|500px\|1 dollar Edward VII - 1903 B]] | 1903 - 1904   | 37.3 mm    | 90% Ag 26,95 grBạc ròng 24,255 gr     | 35.374.555   |  |
| [[Tập tin:1 dollar of Straits Settlements - Edward VII 1907.png\|thumb\|center\|500px\|1 dollar Edward VII - 1907]]      | 1907 - 1909   | 34.3 mm    | 90% Ag20,2176 gr Bạc ròng 18,19584 gr | 16.007.255   |  |

## Hoa Kỳ

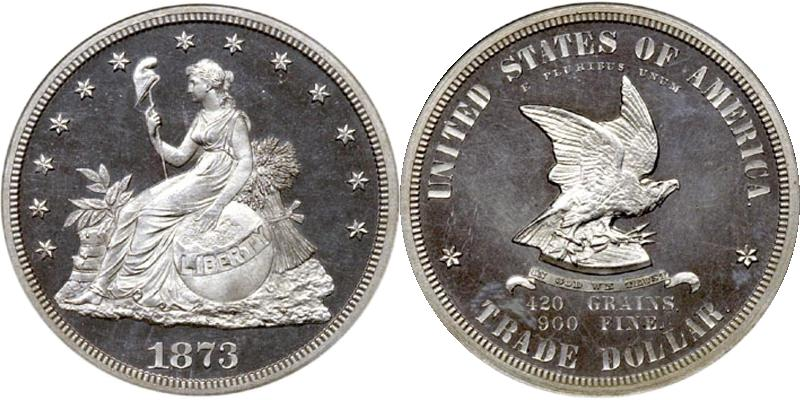
Đô la thượng mại Hoa Kỳ đúc năm 1873

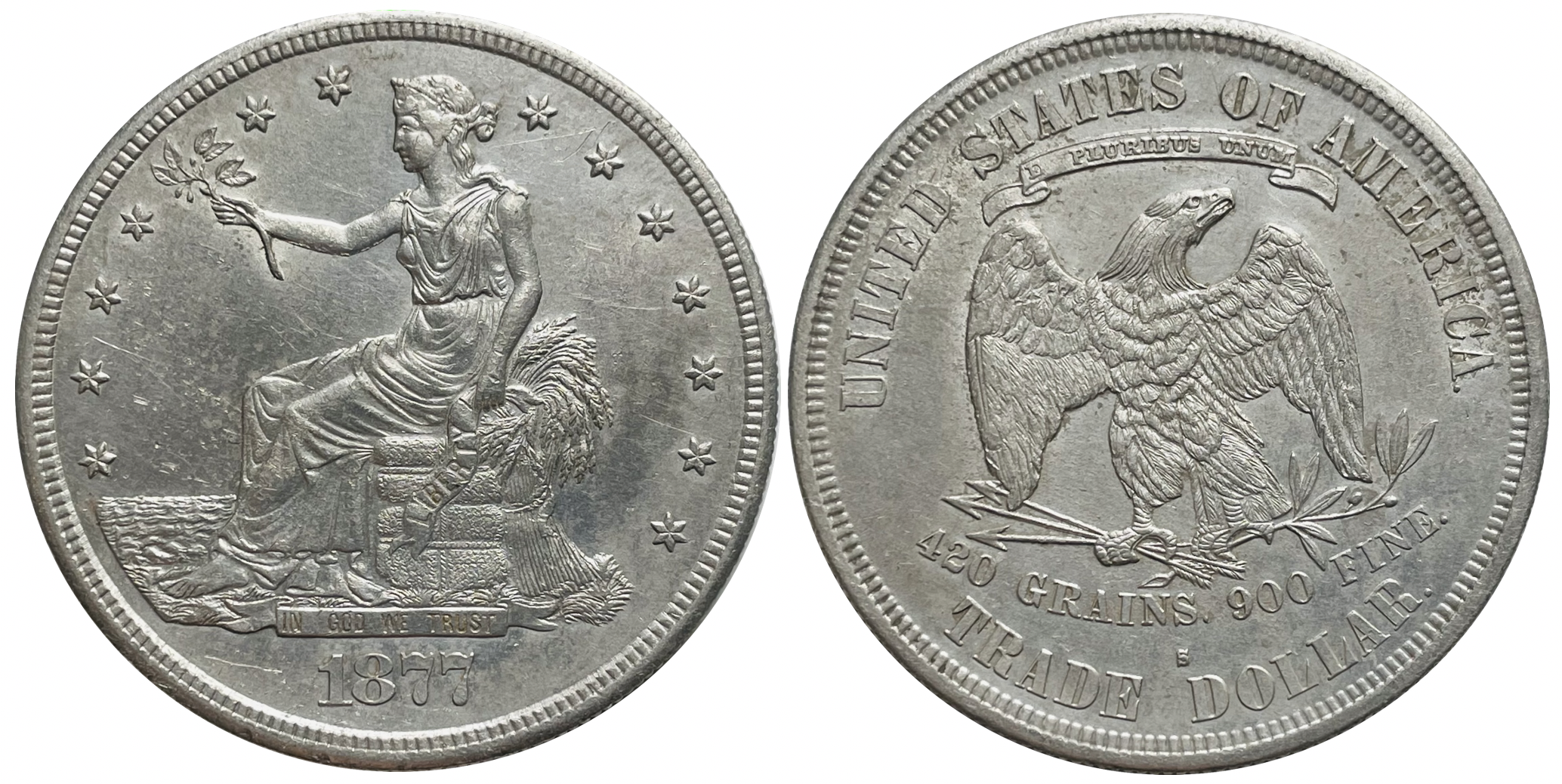
Đô la thương mại Hoa Kỳ đúc năm 1877.

Đô la thương mại Hoa Kỳ là xu bạc được đúc với tỷ lệ bạc 90%, được phát hành bởi Cục đúc tiền kim loại Hoa Kỳ, và đúc ở Philadelphia, Pennsylvania, Carson City và San Francisco từ năm 1873 đến năm 1885. Đồng Đô la thương mại Mỹ được đúc với trọng lượng 27,2 gam, nặng hơn so với đồng đô la bạc lưu hành trong nước 0,52 gam. Nó cũng nặng hơn đồng peso bạc Mexico, tuy nhiên tỷ lệ bạc của Peso là 90,3%.
Đồng xu được thiết kế bởi William Barber, thợ khắc chính của xưởng đúc tiền. Số đô la thương mại được đúc ở San Francisco nhiều hơn thành phố Carson và Philadelphia cộng lại. Vì San Francisco ở gần với các nguồn cung quặng bạc cũng như gần con đường thương mại đến Trung Quốc hơn.
Quốc hội Hoa Kỳ đã ủy quyền cho Sở đúc tiền Hoa Kỳ tạo ra đồng đô la thương mại để cải thiện thương mại với Phương Đông, đặc biệt là Trung Quốc. Trước đó, đồng peso của Mexico là đồng bạc chính được sử dụng trong giao dịch với Trung Quốc. Trên thực tế, con đại bàng ở mặt sau của đồng đô la trông khá giống với con đại bàng trên đồng peso Mexico.
Hiện nay các nhà sưu tầm xu bạc bị cảnh báo là có một lượng lớn xu bạc thương mại Mỹ bị làm giả có nguồn gốc từ Trung Quốc. Người ta khuyến cáo các nhà sưu tầm nên mua loại xu này ở các cửa hàng uy tín hoặc những xu đã được kiểm định.

## Mexico
Năm 1810, người Mexico tuyên bố giành độc lập trước Đế quốc Tây Ban Nha và bảng Hiến pháp đầu tiên ra đời vào năm 1824, cũng trong chính năm này, Nhà nước Cộng hoà non trẻ Mexico cho đúc xu bạc 8 real, kế thừa xu bạc 8 real của Thuộc địa Tân Tây Ban Nha, và xu bạc này đã thay cho Đô la Tây Ban Nha trở thành đồng tiền thanh toán thương mại ở châu Á, người Việt Nam ngày xưa gọi đồng bạc 8 real Mexico là xu con cò.
Xu bạc 8 real Mexico được đúc liên tục và đều đặng từ năm 1824 đến năm 1897, với số lượng lớn. Trọng lượng xu 8 real Mexico là 27,07 gam và tỷ lệ bạc trong xu lên đến 90,3% (tương đương với Đô la Tây Ban Nha).
Từ năm 1869, Mexico cho đúc dòng xu peso đầu tiên với mặt sau có hình cán cân công lý với đường kính 37 mm, trọng lượng 27,073 gam và tỷ lệ bạc giữ nguyên 90,3%. Tuy nhiên dòng peso này chỉ được đúc đến năm 1873 thì không được sản xuất nữa.
Dòng Peso đời thứ 2 được đúc từ năm 1899 đến năm 1909 với đường kính lớn hơn peso đời đầu, lên đến 38,5 mm còn 2 thông số về trọng lượng và tỷ lệ bạc thì vẫn giữ nguyên. Dòng 8 real và 2 dòng xu peso đời đầu cũng được xem là một dạng đô la thương mại, vì tính thông dụng của nó trong việc thanh toán quốc tế.

### Danh sách 3 dòng đô la thương mại của Mexico
| Hình ảnh                                                                                          | Thời gian phát hành | Đường kính | Trọng lượng                      | Tỷ lệ (bạc) | Số lượng đúc | Tổng lượng bạc dùng để đúc (tấn) |
| ------------------------------------------------------------------------------------------------- | ------------------- | ---------- | -------------------------------- | ----------- | ------------ | -------------------------------- |
|                                                                                                   | MEXICO (1821 - Nay) |            |                                  |             |              |                                  |
| [[Tập tin:8 reales Mexico 1892 ZsFZMS.png\|thumb\|center\|300px\|8 real bạc Mexico, 1892]]        | 1824 - 1897         | 38,9 mm    | 27,07 gam (24,444 gam bạc ròng)  | 90,3%       | ?            | ?                                |
| [[Tập tin:1 peso Mexico - 1873 ZsH.png\|thumb\|center\|300px\|1 peso bạc Mexico đời đầu, 1873]]   | 1869 - 1873         | 37,0 mm    | 27,073 gam (24,447 gam bạc ròng) | 90,3%       | ?            | ?                                |
| [[Tập tin:1 peso Mexico 1902 Mo AM.png\|thumb\|center\|300px\|1 peso bạc Mexico đời thứ 2, 1902]] | 1899 - 1909         | 38,5 mm    | 27,073 gam (24,439 gam bạc ròng) | 90,27%      | 175.236.000  | 4.282,56                         |

## Xu bạc thanh toán quốc tế

### Cộng hòa Hà Lan

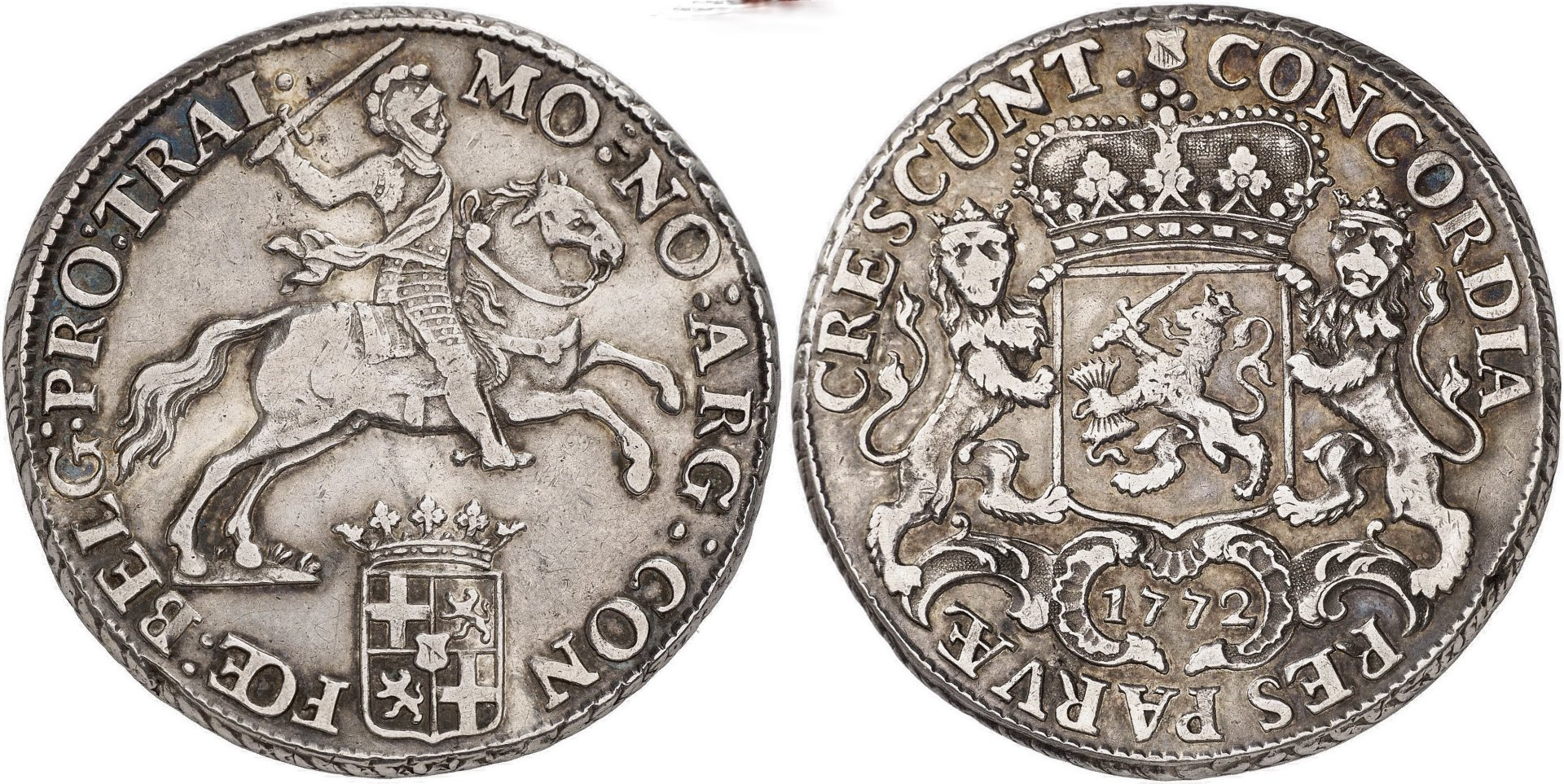
Xu bạc: 1 ducaton Cộng hòa Hà Lan, được đúc tại tỉnh Utrecht, năm 1772

Năm 1659, các tỉnh của Cộng hòa Hà Lan bắt đầu cho đúc xu bạc ducaton với mặt trước của xu là "Hiệp sĩ cưỡi ngựa". Xu bạc này có trọng lượng 32,779 gam, trong xu chứa 94,1% bạc, xu bạc ducaton loại này được đúc cho đến năm 1798. Trong giai đoạn 1726 - 1751, những xu bạc ducaton mặt sau đều đúc biểu tượng của Công ty Đông Ấn Hà Lan. Ducaton được xem là một loại dollar Thương mại, cạnh tranh với Đô la Tây Ban Nha trong suốt thế kỷ XVII và XVIII tại Châu Á. Mỗi xu bạc ducaton được định giá bằng 60 stuivers.
Ducaton Hà Lan và Thaler Maria Theresa được xem là một trong những loại đô la thương mại đời đầu ở bên cạnh Đô la Tây Ban Nha. Tuy nhiên xu bạc ducaton của Hà Lan có tính cạnh tranh cao hơn vì tỷ lệ bạc trong xu lên đến 94,1% và trọng lượng cũng lớn hơn hẳn so với các đối thủ của nó.

## Liên kết
Tư liệu liên quan tới Trade dollars tại Wikimedia Commons